# Epiteto
Epiteto ou Epicteto (em grego: Επίκτητος; romaniz.: Epíktetos; Hierápolis, 50 d.C. — Nicópolis, 138) foi um filósofo grego estoico que viveu a maior parte de sua vida em Roma, como escravo. Apesar de sua condição, conseguiu assistir às preleções do famoso estoico Caio Musônio Rufo.
Sua vida é relativamente pouco conhecida e ele não deixou nenhum trabalho escrito de sua autoria. Seu discípulo Lúcio Flávio Arriano de Nicomédia, assegurou a transmissão de sua obra publicando as notas tomadas durante as aulas de seu mestre, em oito livros, metade dos quais já perdidos. De sua obra se conservam o Encheiridion de Epicteto (também conhecido como Manual de Epicteto) e as Diatribes (ou Discursos).
A história da recepção do ensino de Epicteto é complexa. Os textos registrados por Arriano tiveram certa influência sobre o imperador Marco Aurélio. Após um primeiro breve apogeu no século II, Epicteto foi esquecido no ocidente durante a Idade Média. De forma indireta - por meio de escritos posteriores e transformações cristianizadas da tradição mais antiga - os conceitos de Epicteto influenciaram autores cristãos desde a antiguidade tardia até os tempos modernos, mesmo que esses escritos estivessem apenas vagamente ligados ao nome Epicteto. As notas de seu ensino tornaram -se conhecidas e influentes novamente durante o Renascimento.

## Biografia
Epicteto nasceu em 50 d.C. AD, em Hierápolis na Frígia; provavelmente filho de escravos, ele próprio era escravo e vendido em Roma a um funcionário de Nero: Epafrodito. Epafrodito autoriza Epicteto a assistir às conferências do estóico Musônio Rufo, grande figura do estoicismo. Pouco depois da morte de Nero em 68, Epicteto foi libertado sob condições que permanecem desconhecidas. Ele então se dedicou a praticar e ensinar filosofia estóica.
Em Roma, morava em um casebre sempre aberto, mobiliado com mesa e colchão. Em 89, ele teve que deixar Roma seguindo o decreto de expulsão dos filósofos da cidade, conforme a vontade do imperador Domiciano, porque este não se adaptou bem à influência dos filósofos que geraram opositores de seu regime tirânico.
Epicteto se retira para Nicópolis, cidade por onde nobres gregos e romanos viajavam para a Itália e para a Grécia, vivendo na pobreza, sem família. Em Nicópolis, ele abriu uma escola estóica que foi muito bem-sucedida. Por vários anos, ele ensinou na forma de discussões e questionamentos. Seus contemporâneos registraram grande estima pela qualidade de seu ensino.
Segundo consta na Suda, ele viveu até o reinado de Marco Aurélio, mas de acordo com Aulo Gélio, Epicteto já estava morto quando Marco Aurélio chegou ao poder. Acredita-se que ele tenha ensinado Júnio Rústico, que mais tarde se tornou o professor de Marco Aurélio e o apresentou à filosofia estóica, notadamente por meio de Epicteto.
De acordo com essas fontes, podemos constatar que Epicteto morreu em Nicópolis, entre os anos de 125 e 130.

## Pensamento

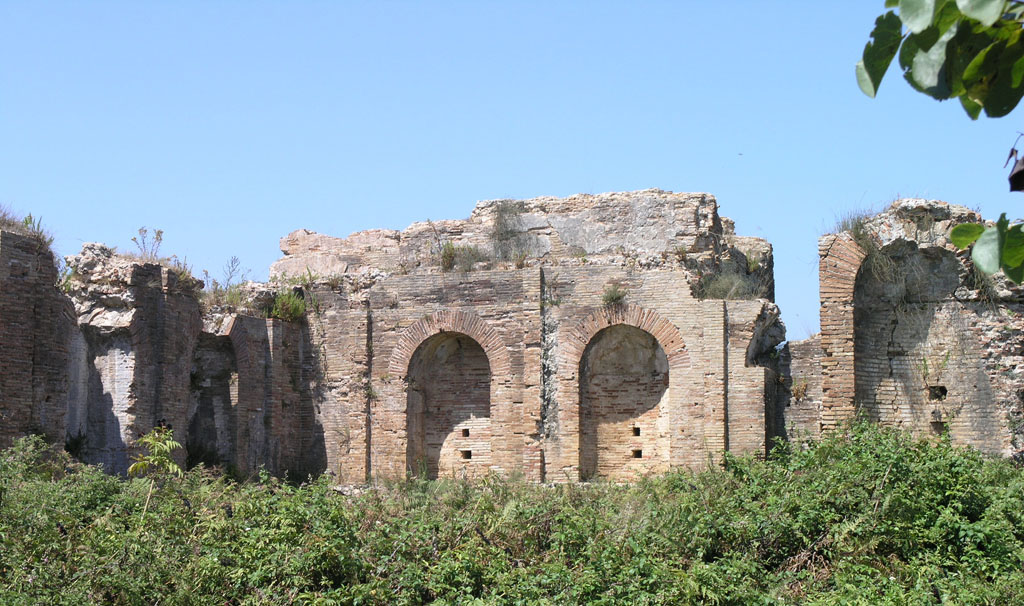
Ruínas da era romana (o Ninfeu) em Nicópolis

Epicteto não deixou escritos, mas um de seus discípulos, Arriano, coletou suas observações agrupadas em várias obras, duas das quais sobrevivem: Os Discursos (em grego antigo: διατριβαί, diatribai) e O Manual (Enkheiridion), que resumem sua doutrina. Os Discursos foi originalmente composto por oito livros, dos quais apenas os quatro primeiros sobreviveram. Já O Manual é um compêndio, composto por 53 capítulos curtos, que coloca em aforismos as palavras de Epicteto. A seleção feita por Arriano centra-se sobretudo na condução da vida e do espírito em todas as circunstâncias, apresentando-se como um trabalho eminentemente prático. Seu legado foi preservado através de um único manuscrito, datado do século XI ou XII, e mantido na Biblioteca de Oxford.
Epicteto faz parte da tradição estoica e seus desenvolvimentos durante o período imperial. Seu conhecido ensino privilegia a Ética e não traz nenhum traço de estudo da física, e coloca em segundo plano o estudo da lógica, tradicional na escola estoica. A ética se divide em ética teórica e ética prática, sendo a primeira subordinada à segunda; seu ensino se divide em três etapas: aprender as regras da vida, correspondentes à ética prática, é o primeiro e mais necessário passo. A justificativa dessas práticas, que é a ética teórica, vem em segundo lugar e é apenas complementar e explicativa. A base dialética que sustenta a veracidade dos princípios teóricos vem por último e constitui a lógica.
Tanto os Discursos quanto o Enchiridion começam por distinguir entre as coisas que estão em nosso poder (eph’ hemin) e aquelas que não estão em nosso poder (ouk eph’ hemin).
"Das coisas existentes, algumas são encargos nossos (eph’ hemin); outras não (ouk eph’ hemin). São encargos nossos o juízo, o impulso, o desejo, a repulsa – em suma: tudo quanto seja ação nossa. Não são encargos nossos o corpo, as posses, a reputação, os cargos públicos – em suma: tudo quanto não seja ação nossa. Por natureza, as coisas que são encargos nossos são livres, desobstruídas, sem entraves. As que não são encargos nossos são débeis, escravas, obstruídas, de outrem.